# Peter Tornborg
John Peter Tornborg, född 12 februari 1943 i Bromma, är en svensk operasångare.

## Biografi
Tornborg arbetade inledningsvis som reklamare men genomgick samtidigt privatutbildning som sångare, bland annat för Torsten Föllinger och Lars Billengren och Operastudio 67. Därefter verksam några år som chef och sångare vid Säffleoperan och efter det som sångare vid Wermland Opera. 
Numera verksam som freelans och har turnerat mycket i Ryssland och de senaste åren också i Nordamerika. Han sjöng tidigare i det dramatiska tenorfacket men var senare Verdibaryton. Bland roller märks Siegmund, Otello och Canio, som baryton Don Giovanni och Rigoletto.

## Teater

### Roller (ej komplett)
| År   | Roll          | Produktion                                       | Regi           | Teater                |
| ---- | ------------- | ------------------------------------------------ | -------------- | --------------------- |
| 1971 |               | Karl Svenssons underbara öden Pi Lind och Jolo   | Pi Lind        | Stockholms parkteater |
| 1984 | Axel          | Pelikanen August Strindberg                      | Bernhard Krook | Strindbergsmuseet     |
| 1990 | Wangenheim    | Into the Woods Stephen Sondheim och James Lapine | Georg Malvius  | Wermland Opera        |
| 1991 | Mr Sowerberry | Oliver! Lionel Bart                              | Markus Virta   | Wermland Opera        |

## Producent
- 1979 - Dvorák - Sånger 1-5